# 康勇
康勇（1962年4月—），男，中华人民共和国外交官，曾任中华人民共和国驻也门共和国特命全权大使。

## 生平
1985年，进入中华人民共和国外交部工作，先后在驻莫桑比克大使馆、外交部拉丁美洲司、驻印度尼西亚大使馆、外交部军控司任职。2001年，任常驻禁止化学武器组织代表团副代表。2006年，任常驻联合国代表团参赞。2010年，任外交部军控司副司长。2015年9月，出任中华人民共和国驻开普敦总领事。2018年9月，出任中华人民共和国驻也门大使。2022年7月，自驻也门大使离任。